# Resultados do Carnaval de Diadema
Esta é uma lista sobre resultados do Carnaval de Diadema. 

## 2000
| Grupo 1   | Grupo 1                   | Grupo 1   | Grupo 1 |
| Colocação | Escola                    | Notas     | Ref.    |
| --------- | ------------------------- | --------- | ------- |
| 1º        | Unidos da Vila Nogueira   |           | [ 1 ]   |
| 2º        | Raposa do Campanário      |           | [ 1 ]   |
| 3º        | Unidos da Vila            |           | [ 1 ]   |
| 4º        | Acadêmicos Central        |           | [ 1 ]   |
| 4º        | Império do Eldorado       |           | [ 1 ]   |
| *         | Unidos da Serraria        | Rebaixada | [ 1 ]   |
| *         | Fantasia e Realidade      | Rebaixada | [ 1 ]   |
| Grupo 2   |                           |           |         |
| Colocação | Escola                    | Notas     | Ref.    |
| 1º        | Tradição Centro Sul       | Promovida | [ 1 ]   |
| 2º        | Mocidade do Jardim Inamar | Promovida | [ 1 ]   |

## 2001
| Grupo 1   | Grupo 1                   | Grupo 1 | Grupo 1   | Grupo 1   | Grupo 1 |
| Colocação | Escola                    | Pontos  | Desempate | Notas     | Ref.    |
| --------- | ------------------------- | ------- | --------- | --------- | ------- |
| 1º        | Acadêmicos Central        | 98      | Bateria   |           | [ 2 ]   |
| 2º        | Unidos da Vila Nogueira   | 98      |           |           | [ 2 ]   |
| 6º        | Mocidade do Jardim Inamar | *       |           | Rebaixada | [ 2 ]   |
| 7º        | Tradição Centro Sul       | *       |           | Rebaixada | [ 2 ]   |
| Grupo 2   |                           |         |           |           |         |
| Colocação | Escola                    | *       | *         | Notas     | Ref.    |
| 1º        | Estopim da Fiel           | *       | *         | Promovida | [ 2 ]   |
| 2º        | Unidos da Serraria        | *       | *         | Promovida | [ 2 ]   |

## 2002
| 1º        | Estopim da Fiel      |           | [ 3 ] |
| 2º        | Acadêmicos Central   |           | [ 3 ] |
| 3º        | Unidos da Vila       |           | [ 3 ] |
| *         | Império do Eldorado  | Rebaixada | [ 3 ] |
| *         | Raposa do Campanário | Rebaixada | [ 3 ] |
| Grupo 2   |                      |           |       |
| Colocação | Escola               | Notas     | Ref.  |
| 1º        | Unidos da Santa Cruz | Promovida | [ 3 ] |
| 2º        | Unidos Por Acaso     | Promovida | [ 3 ] |

## 2003
| Grupo 1   | Grupo 1                 | Grupo 1 | Grupo 1   | Grupo 1 |
| Colocação | Escola                  | Pontos  | Notas     | Ref.    |
| --------- | ----------------------- | ------- | --------- | ------- |
| 1º        | Acadêmicos Central      | 99,5    |           | [ 4 ]   |
| 2º        | Estopim da Fiel         | 97,5    |           | [ 4 ]   |
| 3º        | Unidos por Acaso        | 94      |           | [ 4 ]   |
| 4º        | Unidos da Vila          | 93      |           | [ 4 ]   |
| 4º        | Unidos da Vila Nogueira | 93      |           | [ 4 ]   |
| 5º        | Unidos da Serraria      | 89,5    | Rebaixada | [ 4 ]   |
| Grupo 2   |                         |         |           |         |
| Colocação | Escola                  | Pontos  | Notas     | Ref.    |
| 1º        | Raposa do Campanário    | *       | Promovida | [ 4 ]   |
| 2º        | Fantasia e Realidade    | *       |           | [ 4 ]   |
| 3º        | Império do Eldorado     | 97      |           | [ 4 ]   |
| 4º        | Primeira do Centro      | 85,5    |           | [ 4 ]   |

## 2004
| Colocação | Escola               | Pontos | Ref.  |
| --------- | -------------------- | ------ | ----- |
| 1º        | Unidos da Serraria   | 99     | [ 5 ] |
| 2º        | Estopim da Fiel      | 98,5   | [ 5 ] |
| 3º        | Império do Eldorado  | 98     | [ 5 ] |
| *         | Unidos da Santa Cruz | 78     | [ 5 ] |

## 2005
| Grupo Único | Grupo Único             | Grupo Único | Grupo Único | Grupo Único        | Grupo Único |
| Colocação   | Escola                  | Pontos      | Desempate   | Notas              | Ref.        |
| ----------- | ----------------------- | ----------- | ----------- | ------------------ | ----------- |
| 1º          | Raposa do Campanário    | 98          | Baianas     | Grupo A em 2006    | [ 6 ]       |
| 2º          | Unidos da Vila Alice    | 98          |             | Grupo A em 2006    | [ 6 ]       |
| 3º          | Estopim da Fiel         | *           |             | Grupo A em 2006    | [ 6 ]       |
| 4º          | Unidos da Serraria      | *           |             | Grupo A em 2006    | [ 6 ]       |
| 5º          | Unidos da Vila Nogueira | *           |             | Grupo A em 2006    | [ 6 ]       |
| 6º          | Unidos da Santa Cruz    | *           |             | Grupo B em 2006    | [ 6 ]       |
| 7º          | Unidos da Vila          | *           |             | Grupo B em 2006    | [ 6 ]       |
| *           | Tradição Centro Sul     | - 116,5     |             | Pleiteante em 2006 | [ 6 ]       |
| *           | Fantasia e Realidade    | - 24        |             | Pleiteante em 2006 | [ 6 ]       |

## 2006
| Grupo 1   | Grupo 1                   | Grupo 1 | Grupo 1   | Grupo 1 |
| Colocação | Escola                    | Pontos  | Notas     | Ref.    |
| --------- | ------------------------- | ------- | --------- | ------- |
| 1º        | Estopim da Fiel           | 98      |           | [ 7 ]   |
| 2º        | Raposa do Campanário      | 97,88   |           | [ 7 ]   |
| 3º        | Unidos da Vila Nogueira   | 96,9    |           | [ 7 ]   |
| 4º        | Unidos da Serraria        | 95      |           | [ 7 ]   |
| 5º        | Unidos da Vila Alice      | 91,4    | Rebaixada | [ 7 ]   |
| Grupo 2   |                           |         |           |         |
| Colocação | Escola                    | Pontos  | Notas     | Ref.    |
| 1º        | Unidos da Vila            | 98,3    | Promovida | [ 7 ]   |
| 2º        | Mocidade do Jardim Inamar | 96,9    | Promovida | [ 7 ]   |
| 3º        | Unidos da Santa Cruz      | 96      |           | [ 7 ]   |
| 4º        | Fantasia e Realidade      | 74,1    |           | [ 7 ]   |
| 5º        | Tradição Centro Sul       | 21      |           | [ 7 ]   |

## 2007
| Grupo 1   | Grupo 1                   | Grupo 1 | Grupo 1   | Grupo 1     |
| Colocação | Escola                    | Pontos  | Notas     | Ref.        |
| --------- | ------------------------- | ------- | --------- | ----------- |
| 1º        | Raposa do Campanário      | 99,2    |           | [ 8 ] [ 9 ] |
| 2º        | Unidos da Vila            | 98,9    |           | [ 8 ] [ 9 ] |
| 3º        | Estopim da Fiel           | 97,5    |           | [ 9 ]       |
| 4º        | Unidos da Vila Nogueira   | 92,8    |           | [ 9 ]       |
| 5º        | Unidos da Serraria        | 92,5    |           | [ 9 ]       |
| 6º        | Mocidade do Jardim Inamar | 87      | Rebaixada | [ 9 ]       |
| Grupo 2   |                           |         |           |             |
| Colocação | Escola                    | Pontos  | Notas     | Ref.        |
| 1º        | Unidos da Vila Alice      | 97,2    | Promovida | [ 8 ] [ 9 ] |
| 2º        | Unidos da Santa Cruz      | 96,7    |           | [ 9 ]       |
| 3º        | Fantasia e Realidade      | 96,2    |           | [ 9 ]       |
| 4º        | Tradição Centro Sul       | 93,7    |           | [ 9 ]       |
| 5º        | Eldorado Estação do Samba | 83,1    |           | [ 9 ]       |

## 2008
| Grupo 1   | Grupo 1                   | Grupo 1 | Grupo 1                      | Grupo 1   | Grupo 1       |
| Colocação | Escola                    | Pontos  | Desempate                    | Notas     | Ref.          |
| --------- | ------------------------- | ------- | ---------------------------- | --------- | ------------- |
| 1º        | Unidos da Serraria        | 99,7    | Mestre-sala e porta-bandeira |           | [ 10 ] [ 11 ] |
| 2º        | Raposa do Campanário      | 99,7    |                              |           | [ 10 ] [ 11 ] |
| 3º        | Estopim da Fiel           | *       |                              |           | [ 10 ]        |
| 4º        | Unidos da Vila Nogueira   | *       |                              |           | [ 10 ]        |
| 5º        | Unidos da Vila Alice      | *       |                              |           | [ 10 ]        |
| 6º        | Unidos da Vila            | *       |                              | Rebaixada | [ 10 ]        |
| Grupo 2   |                           |         |                              |           |               |
| Colocação | Escola                    | *       | *                            | Notas     | Ref.          |
| 1º        | Unidos da Santa Cruz      | *       | *                            | Promovida | [ 10 ]        |
| 2º        | Eldorado Estação do Samba | *       | *                            |           | [ 10 ]        |
| 3º        | Mocidade do Jardim Inamar | *       | *                            |           | [ 10 ]        |
| 4º        | Fantasia e Realidade      | *       | *                            |           | [ 10 ]        |
| 5º        | Tradição Centro Sul       | *       | *                            |           | [ 10 ]        |

## 2009
| Grupo 1          | Grupo 1                   | Grupo 1 | Grupo 1   | Grupo 1       |
| Colocação        | Escola                    | Pontos  | Notas     | Ref.          |
| ---------------- | ------------------------- | ------- | --------- | ------------- |
| 1º               | Unidos da Serraria        | 100     |           | [ 12 ] [ 13 ] |
| unidos da vila2º | Unidos da Vila Nogueira   | 99,7    |           | [ 12 ]        |
| 3º               | Unidos da Santa Cruz      | 98,7    |           | [ 12 ]        |
| 4º               | Unidos da Vila Alice      | 97,9    |           | [ 12 ]        |
| 5º               | Raposa do Campanário      | 97,1    | Rebaixada | [ 12 ]        |
| 6º               | Estopim da Fiel           | 96,8    | Rebaixada | [ 12 ]        |
| Grupo 2          |                           |         |           |               |
| Colocação        | Escola                    | Pontos  | Notas     | Ref.          |
| 1º               | Eldorado Estação do Samba | 99,5    | Promovida | [ 12 ]        |
| 2º               | Unidos da Vila            | 99      | Promovida | [ 12 ]        |
| 3º               | Mocidade do Jardim Inamar | 99      |           | [ 12 ]        |
| 4º               | Fantasia e Realidade      | 98,7    |           | [ 12 ]        |
| 5º               | Tradição Centro Sul       | 86,8    |           | [ 12 ]        |

## 2010
Ocorreu desfile sem avaliação.

## 2011
| Grupo 1   | Grupo 1                   | Grupo 1 | Grupo 1   | Grupo 1       |
| Colocação | Escola                    | Pontos  | Nota      | Ref.          |
| --------- | ------------------------- | ------- | --------- | ------------- |
| 1º        | Eldorado Estação do Samba | 100     |           | [ 15 ] [ 16 ] |
| 2º        | Unidos da Vila Alice      | 99,1    |           | [ 15 ]        |
| 3º        | Unidos da Vila            | 98      |           | [ 15 ]        |
| 4º        | Unidos da Vila Nogueira   | 98      |           | [ 15 ]        |
| 5º        | Unidos da Serraria        | 17,1    | Rebaixada | [ 15 ]        |
| Grupo 2   |                           |         |           |               |
| Colocação | Escola                    | Pontos  | Notas     | Ref.          |
| 1º        | Estopim da Fiel           | 99,3    | Promovida | [ 15 ]        |
| 2º        | Raposa do Campanário      | 98,6    |           | [ 15 ]        |
| 3º        | Fantasia e Realidade      | 95,9    |           | [ 15 ]        |
| 4º        | Mocidade do Jardim Inamar | 92,5    |           | [ 15 ]        |

## 2012
| Grupo 1   | Grupo 1                   | Grupo 1 | Grupo 1   | Grupo 1       |
| Colocação | Escola                    | Pontos  | Notas     | Ref.          |
| --------- | ------------------------- | ------- | --------- | ------------- |
| 1º        | Estopim da Fiel           | 98,8    |           | [ 17 ] [ 18 ] |
| 2º        | Eldorado Estação do Samba | 98,5    |           | [ 17 ]        |
| 3º        | Unidos da Vila Nogueira   | 98      |           | [ 17 ]        |
| 4º        | Unidos da Vila            | 97,6    |           | [ 17 ]        |
| 5º        | Unidos da Vila Alice      | *       | Rebaixada | [ 17 ]        |
| 6º        | Raposa do Campanário      | *       | Rebaixada | [ 17 ]        |
| Grupo 2   |                           |         |           |               |
| Colocação | Escola                    | *       | Notas     | Ref.          |
| 1º        | Unidos da Serraria        | *       | Promovida | [ 17 ]        |
| 2º        | Fantasia e Realidade      | *       | Promovida | [ 17 ]        |
| 3º        | Mocidade do Jardim Inamar | *       |           | [ 17 ]        |
| 4º        | Unidos da Santa Cruz      | *       |           | [ 17 ]        |

## 2013
Ocorreu desfile sem competição.